# Neujahrskonzert der Wiener Philharmoniker 2020
Das Neujahrskonzert der Wiener Philharmoniker 2020 war das 80. Neujahrskonzert der Wiener Philharmoniker und fand am 1. Jänner 2020 im Wiener Musikverein statt. Am Dirigentenpult stand zum ersten Mal Andris Nelsons.

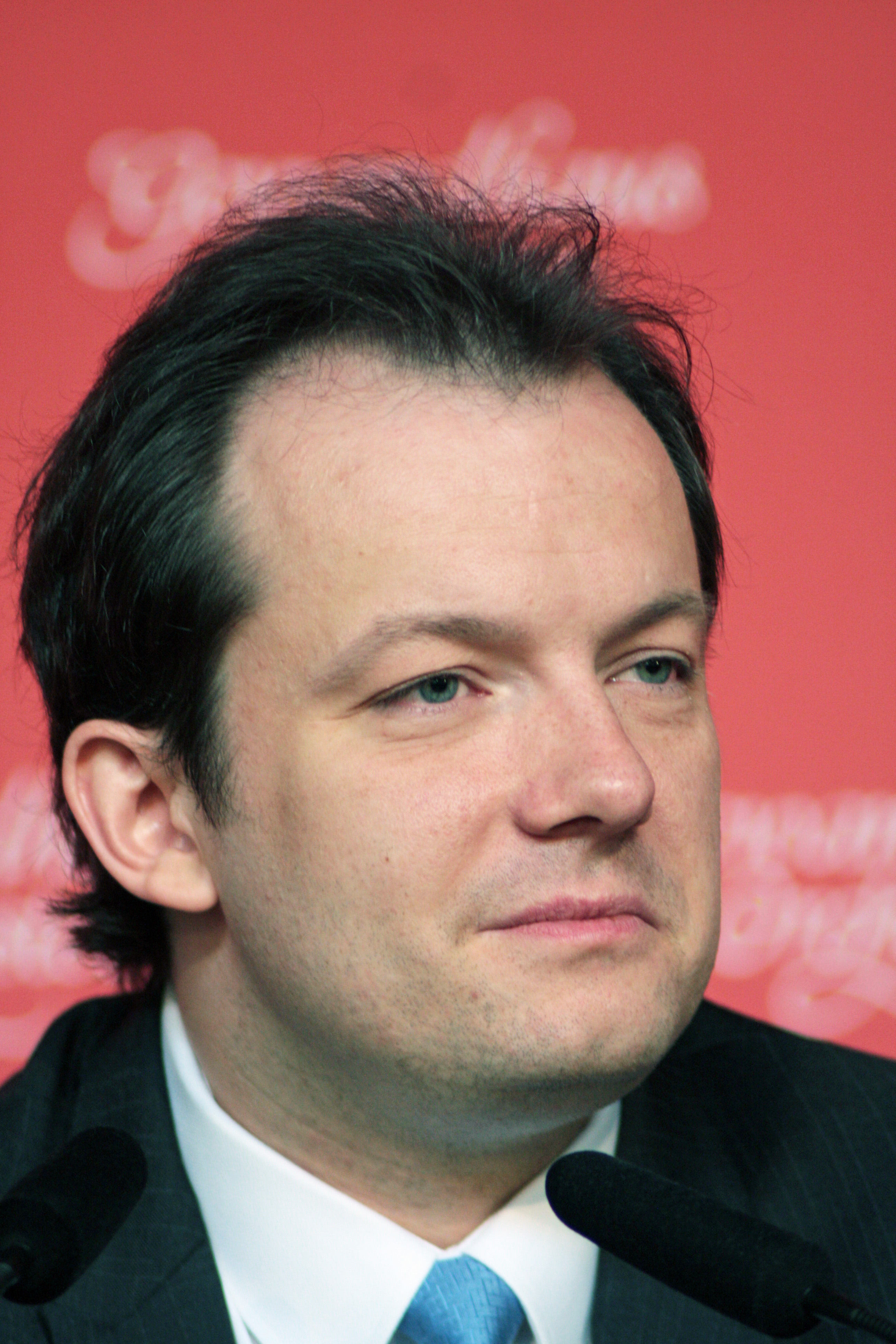
Andris Nelsons (2015)

## Besonderheiten
Das Programm sowie Einspieler würdigten Jubiläen wie den 250. Geburtstag von Ludwig van Beethoven sowie 150 Jahre Wiener Musikverein und 100 Jahre Salzburger Festspiele. So wurden etwa Aufnahmen der Festung Hohensalzburg, vom Salzburger Residenzplatz, vom Großen Festspielhaus, vom Mozartplatz und dem Mozart-Geburtshaus sowie dem Mozart-Wohnhaus gezeigt.

### Ballett

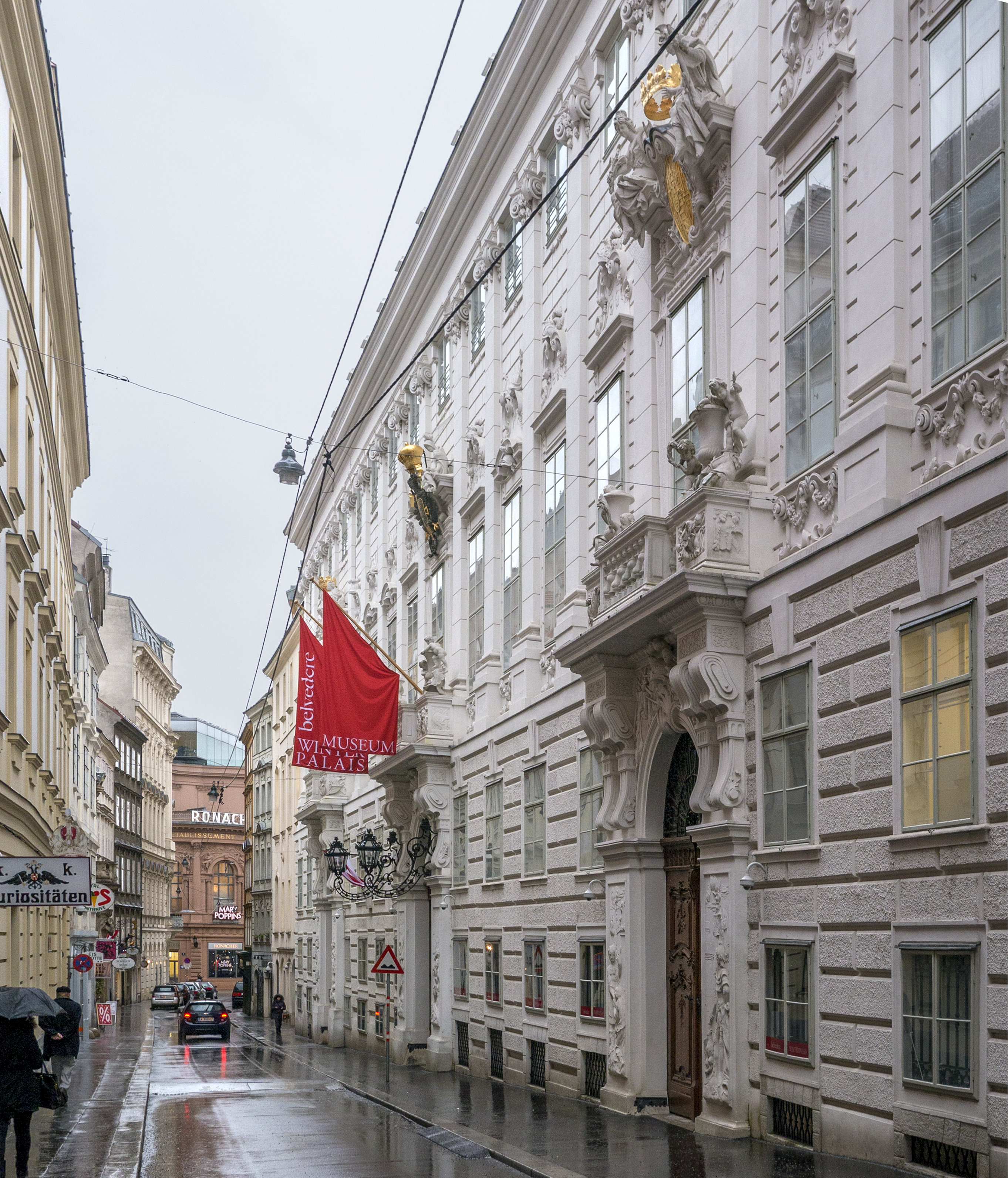
Einer der Drehorte: das Winterpalais Prinz Eugen

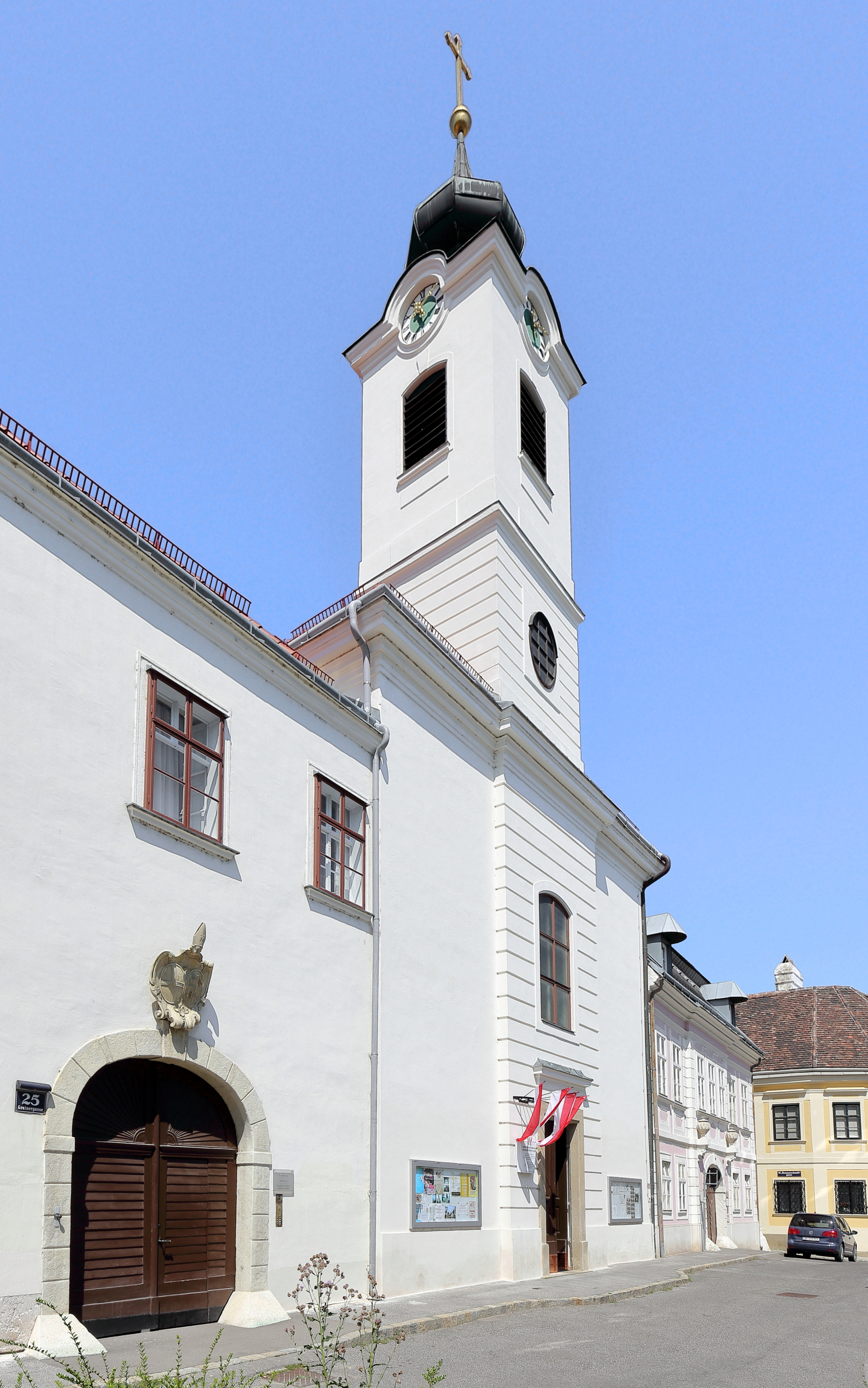
Einer der Drehorte: Der Pfarrplatz in Nussdorf

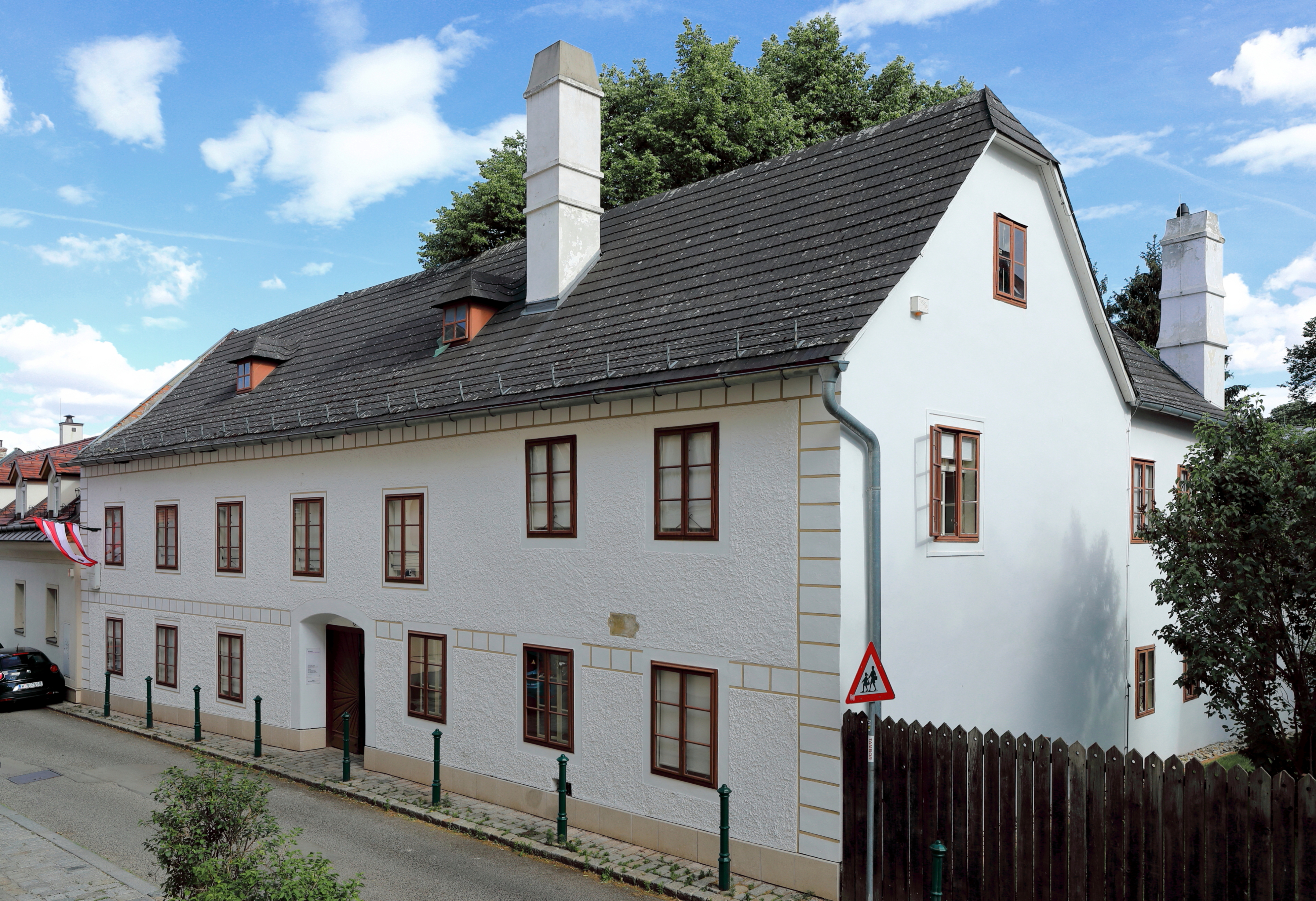
Beethoven-Wohnung Heiligenstadt in der Probusgasse

Die Balletteinlagen des Wiener Staatsballetts wurden im Sommer 2019 von Regisseur Michael Beyer in Szene gesetzt, für die Choreografie zeichnete erstmals der spanische Choreograf José Carlos Martínez verantwortlich. Die Kostüme im 50er-Jahre-Look stammten von der britischen Kostümbildnerin Emma Ryott, die nach 2016 zum zweiten Mal die Kostüme für ein Neujahrskonzert entwarf.
Zum Walzer Seid umschlungen, Millionen von Johann Strauß (Sohn) tanzten die drei Paare Natascha Mair und Denis Cherevychko, Neujahrskonzertballett-Debütantin Nina Tonoli und Davide Dato sowie Madison Young, ebenfalls Debütantin beim Neujahrskonzertballett, mit Robert Gabdulin. Als Schauplatz diente das Winterpalais Prinz Eugen im 1. Wiener Gemeindebezirk Innere Stadt.
Anlässlich des 250. Geburtstags von Ludwig van Beethoven wurde die zweite Tanzeinlage beim Pfarrplatz in Wien-Nussdorf und beim Haus des Heiligenstädter Testaments in Heiligenstadt im 19. Wiener Gemeindebezirk Döbling gedreht. Getanzt wurde von Ketevan Papava und Roman Lazik sowie Olga Esina und Jakob Feyferlik zu einer Auswahl an Stücken aus Beethovens 12 Kontretänze für Orchester WoO 14.

### Publikum
Bundeskanzlerin Brigitte Bierlein lud anlässlich des 25-Jahr-Jubiläums der EU-Mitgliedschaft Österreichs EU-Kommissionspräsidentin Ursula von der Leyen sowie den schwedischen Ministerpräsidenten Stefan Löfven zum Neujahrskonzert ein. Von der Leyen habe aus terminlichen Gründen abgesagt. Nationalratspräsident Wolfgang Sobotka lud anlässlich der Übernahme des EU-Ratsvorsitzes durch Kroatien für das erste Halbjahr 2020 den kroatischen Sabor-Abgeordneten Gordan Jandroković ein. und Außen- und Europaminister Alexander Schallenberg den kroatischen Chefdiplomaten Gordan Grlić Radman. Bundespräsident Alexander Van der Bellen besuchte das Konzert mit seiner Frau Doris Schmidauer, Alt-Bundespräsident Heinz Fischer mit seiner Frau Margit Fischer. Weitere Gäste im Publikum waren unter anderem Ban Ki-moon, Helga Rabl-Stadler, Dominique Meyer, Alexander Wrabetz, Walter Rothensteiner, Klaus Schneeberger und Siegfried Wolf.

### Sonstiges
Entgegen der Ankündigung von Oliver Rathkolb im Deutschlandfunk wurde der Radetzky-Marsch in der NS-Fassung von Leopold Weninger gespielt. Ebenfalls entgegen dem seit Jahrzehnten bekannten Forschungsstand behauptete die Moderatorin, dass der Rosenkavalier-Walzer eine Reverenz von Richard Strauss an Josef Strauss sei. Das Gegenteil ist der Fall: Richard Strauss hat dieses offensichtliche musikalische Plagiat zeit seines Lebens geleugnet.

## Programm
Das Programm wurde am 31. Oktober 2019 bekanntgegeben.
Neun Werke wurden erstmals im Rahmen eines Neujahrskonzertes der Wiener Philharmoniker aufgeführt: anlässlich des 250. Geburtstages von Ludwig van Beethoven einige der zwölf Contretänze, die Ouvertüre zu Die Landstreicher von Carl Michael Ziehrer, der Liebesgrüße-Walzer, der Liechtenstein-Marsch, die Cupido-Polka sowie die Polkas Knall und Fall und Eisblume von Josef Strauss. Weitere Premieren waren die Gavotte von Josejph Hellmesberger (Sohn) und der Postillon-Galopp von Hans Christian Lumbye mit einer Trompetensolo-Einlage des Dirigenten.

### 1. Teil
- Carl Michael Ziehrer: Ouvertüre zu Die Landstreicher
- Josef Strauss: Liebesgrüße, Walzer, op. 56
- Josef Strauss: Liechtenstein-Marsch, op. 36
- Johann Strauss (Sohn): Blumenfest-Polka, op. 111
- Johann Strauss (Sohn): Wo die Citronen blüh’n, Walzer, op. 364
- Eduard Strauß: Knall und Fall, Polka schnell, op. 132

### 2. Teil
- Franz von Suppè: Ouvertüre zu Leichte Kavallerie
- Josef Strauss: Cupido, Polka française, op. 81
- Johann Strauss (Sohn): Seid umschlungen, Millionen, Walzer, op. 443
- Eduard Strauß: Eisblume, Polka mazur, op. 55 (Arrangement Wolfgang Dörner)
- Joseph Hellmesberger junior: Gavotte
- Hans Christian Lumbye: Postillon-Galopp, op. 16/2 (Arrangement Wolfgang Dörner)
- Ludwig van Beethoven: Zwölf Contretänze, WoO 14 (Auswahl)
- Johann Strauss (Sohn): Freuet euch des Lebens, Walzer, op. 340
- Johann Strauss (Sohn): Tritsch-Tratsch, Polka schnell, op. 214
- Josef Strauss: Dynamiden, Walzer, op. 173

### Zugaben
- Josef Strauss: Im Fluge, Polka schnell, op. 230
- Johann Strauss (Sohn): An der schönen blauen Donau, Walzer, op. 314
- Johann Strauss (Vater): Radetzky-Marsch, op. 228

## Besetzung (Auswahl)
- Andris Nelsons, Dirigent
- Daniel Froschauer, Andreas Großbauer, Violine
- Gregor Hinterreiter, Norbert Täubl, Klarinette
- Anneleen Lenaerts, Harfe
- Wiener Philharmoniker

## Pausenfilm

### Allgemeines

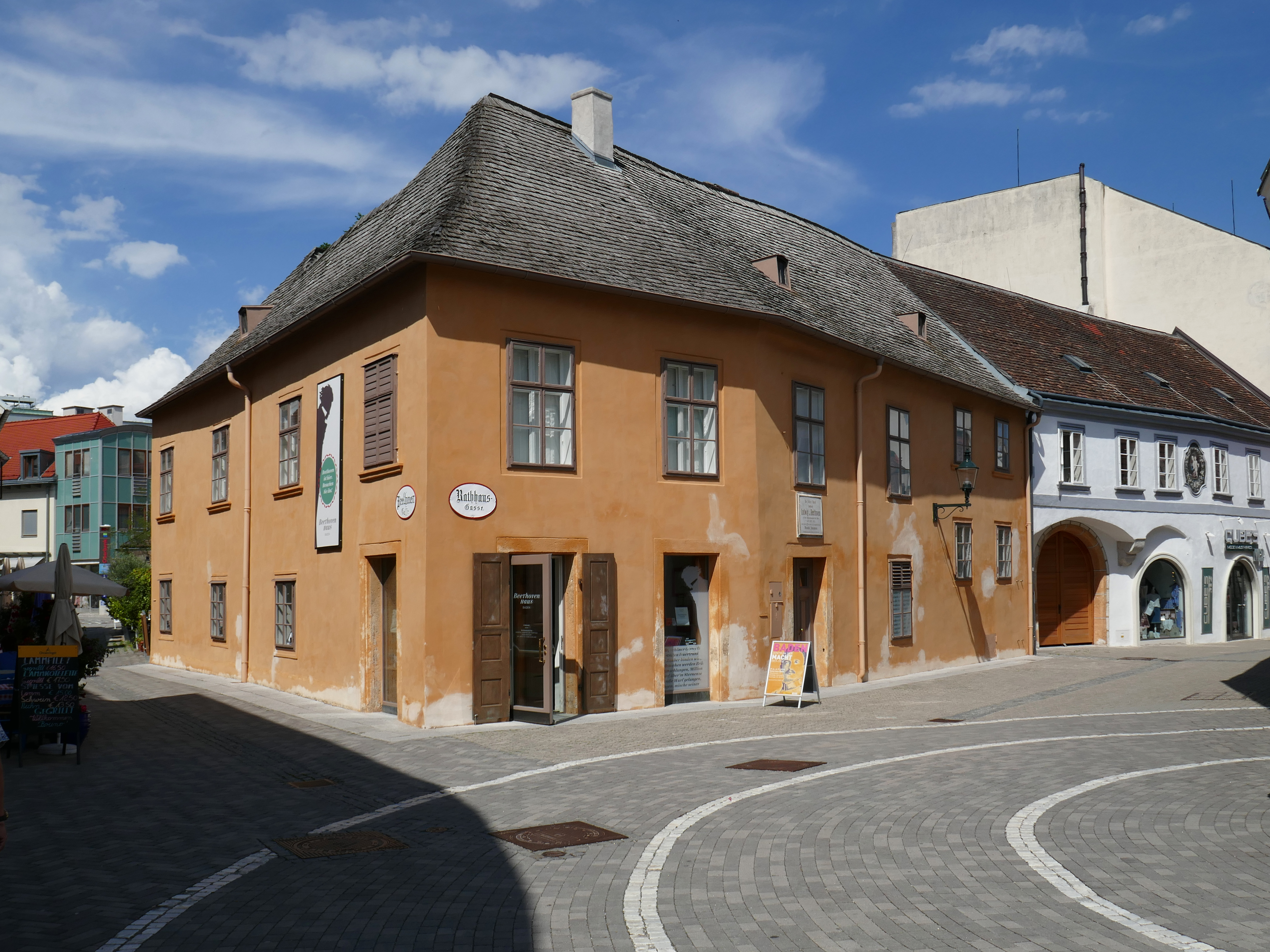
Einer der Drehorte: das Beethovenhaus Baden

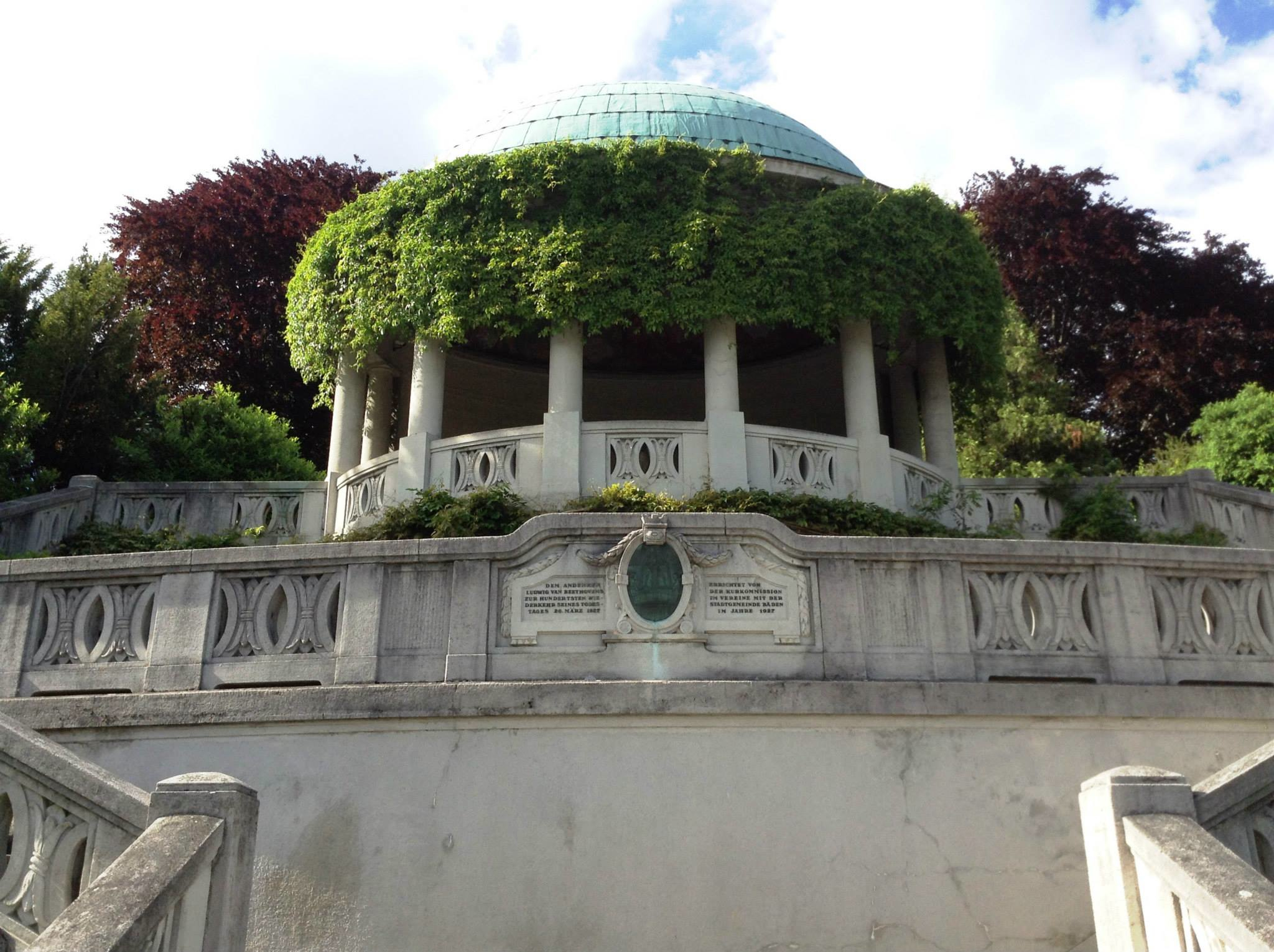
Der Beethoventempel im Kurpark Baden

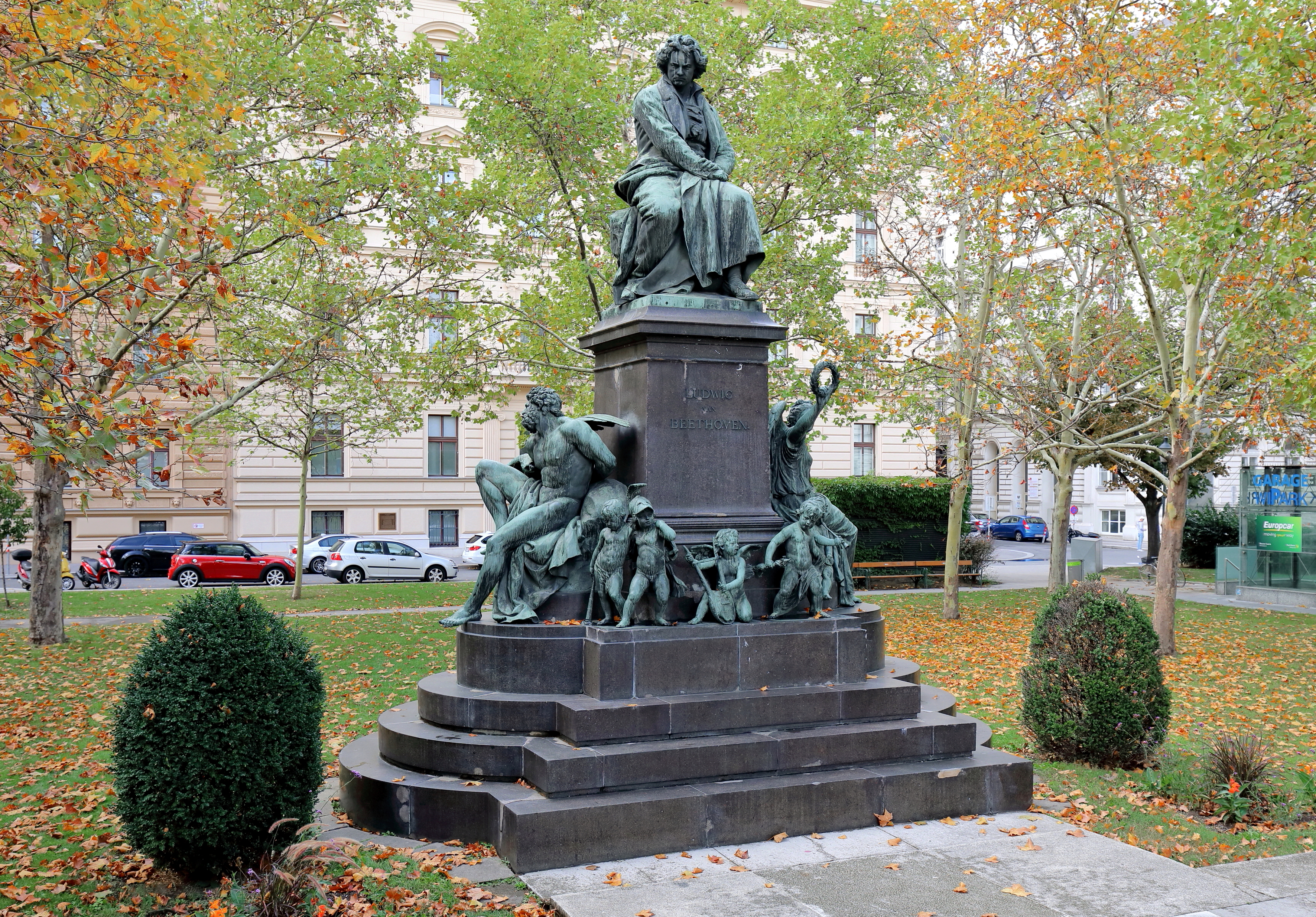
Das Beethoven-Denkmal am Beethovenplatz

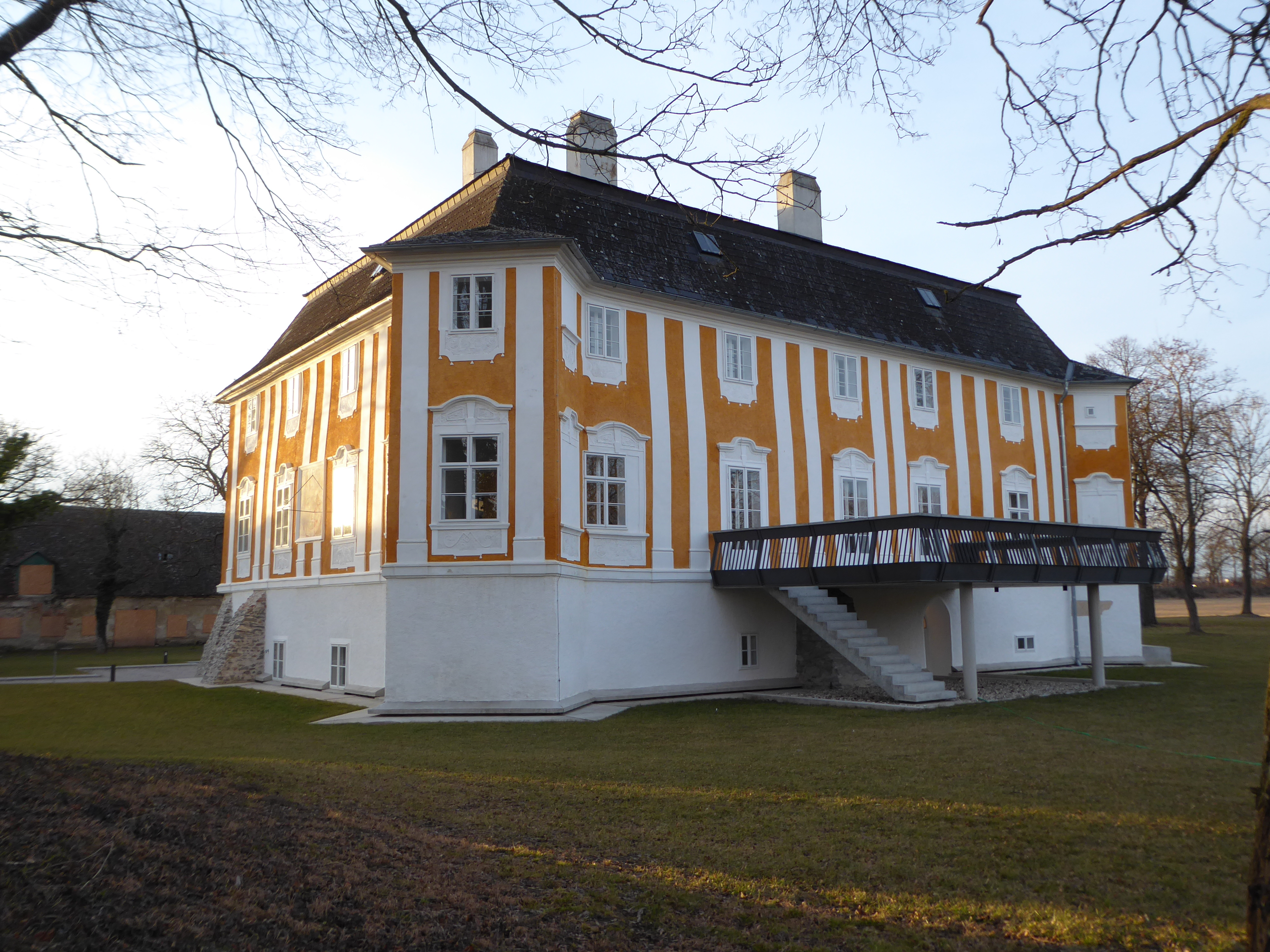
Schloss Wasserhof in Gneixendorf

Der Pausenfilm zum Neujahrskonzert 2020 mit dem Titel Beethovens Blätterwirbel wurde von Georg Riha gestaltet. Darin musizieren Ensembles der Wiener Philharmoniker an Beethovens Wohn- und Wirkungsstätten in Baden, Gneixendorf (Krems an der Donau) und Wien.
Drehorte waren unter anderem der Beethoventempel im Kurpark Baden, das Beethovenhaus Baden, das Eroica-Haus in Wien, das Haus des Heiligenstädter Testaments, Schloss Wasserhof sowie das Beethovenhaus Gneixendorf (Trautigerhof, Kneifelhaus) in Gneixendorf, der Eroica-Saal im Wiener Palais Lobkowitz, das Beethovenhaus in der Ballgasse, das Beethoven-Denkmal am Beethovenplatz, das Theater an der Wien und der Prunksaal der Österreichischen Nationalbibliothek.
Darsteller waren Martha Laschkolnig und Attila Beke, als Kameramann fungierte Thomas Kirschner, für den Ton zeichnete Franz Moritz verantwortlich, für die Ausstattung Christian Gschier, Lotte Lyon und Helga Göllner, für die Maske Monika Krestan, für die Kostüme Daniele Slapota und für den Schnitt Dominik Steiner. Die Gesamtleitung hatte Martin Traxl.

### Musik
- Ludwig van Beethoven: Oktett in Es-Dur, op. 103 – IV. Finale
  - Herbert Maderthaner, Harald Hörth (Oboe)
  - Matthias Schorn, Stefan Neubauer (Klarinette)
  - Sophie Dervaux, Benedikt Dinkhauser (Fagott)
  - Josef Reif, Jan Janković (Horn)
- Ludwig van Beethoven: Streichquartett F-Dur, op. 135 – Lento assai
  - Alina Pinchas, Thomas Küblböck (Violine)
  - Tilman Kühn (Viola)
  - David Pennetzdorfer (Violoncello)
- Ludwig van Beethoven: Septett in Es-Dur, op. 20 – I. Allegro
  - Andreas Großbauer (Violine)
  - Sebastian Führlinger (Viola)
  - Tamás Varga (Violoncello)
  - Christoph Wimmer (Kontrabass)
  - Matthias Schorn (Klarinette)
  - Michael Werba (Fagott)
  - Ronald Janezic (Horn)
- Ludwig van Beethoven: Sextett in Es-Dur, op. 81b – I. Allegro
  - Kirill Kobantschenko, Liya Yakupova (Violine)
  - Michael Strasser (Viola)
  - Stefan Gartmayer (Violoncello)
  - Manuel Huber, Jan Janković (Horn)
- Ludwig van Beethoven: Streichquintett in c-Moll, op. 104 – 1. Allegro con brio
  - Daniel Froschauer, Adela Frasineanu (Violine)
  - Tobias Lea, Sebastian Führlinger (Viola)
  - Raphael Flieder (Violoncello)
- Christoph Gigler (Steirische Harmonika)

## Übertragung
Für die 62. ORF-Übertragung zeichnete Michael Beyer verantwortlich, zum Einsatz kamen vierzehn HD-Kameras. Die Moderation übernahm für den ORF wie in den Vorjahren Barbara Rett.
In Österreich sahen bis zu 1.234.000 und durchschnittlich 1.093.000 Musikinteressierte zu, was einem Marktanteil von 54 Prozent entsprach.

## Aufnahmen
Die Audio-Doppel-CD dieses Konzertes wurde am 10. Jänner 2020 veröffentlicht und zählt in Österreich zu den meistverkauften Alben des Jahres 2020. DVD und Blu Ray-Disc erschienen am 31. Jänner 2020.